# 쉴비 리스타우그

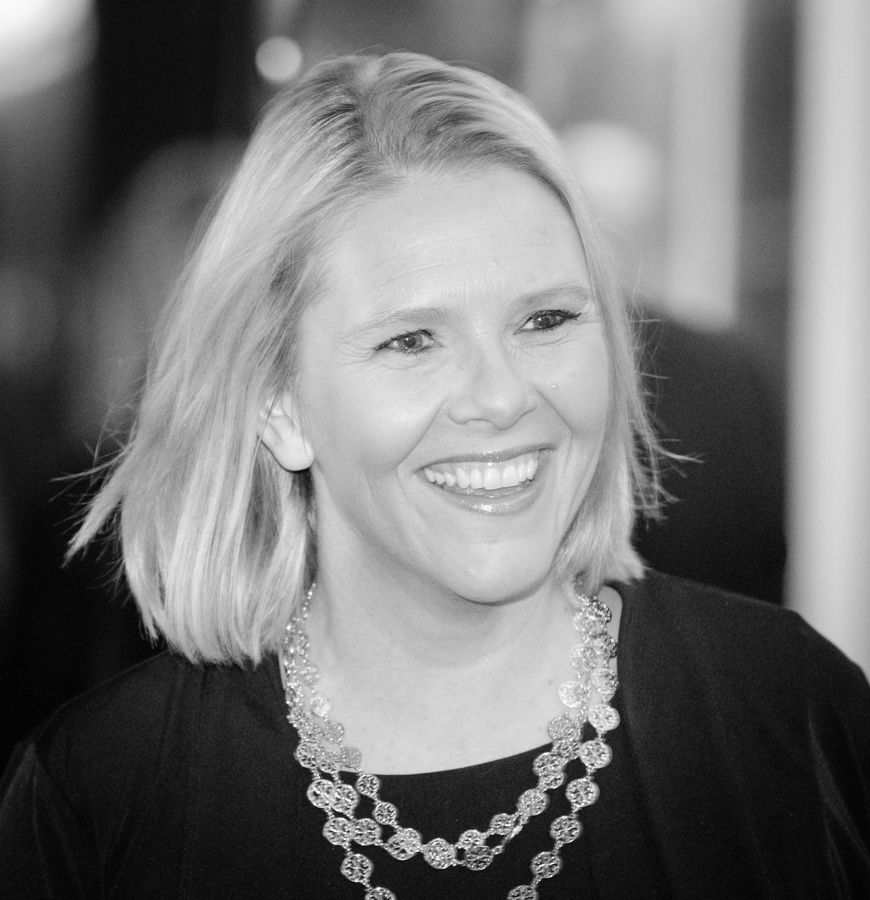
쉴비 리스타우그

쉴비 리스타우그(노르웨이어: Sylvi Listhaug, 1977년 12월 25일 ~ )는 노르웨이의 정치인으로, 당적은 진보당이다. 현재 노인공중보건부 장관직을 역임하고 있는 중이다.
2013년부터 2015년까지 농업식품부 장관을 지냈으며, 노르웨이 정부가 유럽 난민 사태에 대응하기 위한 차원으로 이민통합부가 신설된 이후로는 2015년부터 2018년까지 초대 이민통합부 장관을 지냈다. 2018년 1월 법무공안이민부 장관으로 임명되었으나 3월 사퇴하였다. 뫼레오그롬스달주 순뫼레구에 위치한 외르스코그에서 태어났으며, 오슬로 시청의 복지사회사업위원을 지냈다.
이민통합부 장관 재직 시절에 노르웨이의 난민 신청자 수를 3만 명(2015년)에서 2천 명(2017년)까지 축소한 바 있다. 전반적인 감소의 원인에는 유럽 전역에 유입되는 난민의 수가 줄어든 것도 있지만, 리스타우그는 난민법 강화를 감독했으며, 각종 관련 법률을 제안하였다. 이에 따라 노르웨이에서는 난민 유입 수가 19년 만에 최저치를 기록하기도 했다.
현재 국회의원이며, 국회 건강관리위원회에 소속되어 있다. 대내외적으로 진보당의 "떠오르는 별"로 주목을 받았으며, 전 대표 카를 I. 하겐은 시브 옌센의 후임 대표 중 하나로 리스타우그를 언급했다. 2018년 9월 진보당의 제1부대표로 선출되었다.